# Béthancourt-en-Valois
Béthancourt-en-Valois település Franciaországban, Oise megyében. Lakosainak száma 206 fő (2022. január 1.). Béthancourt-en-Valois Gilocourt, Feigneux, Orrouy és Séry-Magneval községekkel határos.

## Népesség
A település népességének változása:
| Lakosok száma | 243  | 237  | 239  | 218  | 209  | 205  | 202  | 198  | 206  |
|               | 2013 | 2015 | 2016 | 2017 | 2018 | 2019 | 2020 | 2021 | 2022 |